# Янкаускас, Константин Стасисович
Константи́н Стасисович Янка́ускас (настоящее имя Константинас; лит. Konstantinas Jankauskas; род. 28 сентября 1986, Москва) — российский государственный, общественный и политический деятель. Научный сотрудник Института проблем рынка РАН.

## Биография

### Ранние годы
Родился 28 сентября 1986 года в Москве. Учился в школе № 1279 с углубленным изучением английского языка.
В 2008 году окончил отделение политологии философского факультета МГУ.
С 2008 года работает в Институте проблем рынка РАН и занимается исследованием государственного регулирования экономики. Член оргкомитета Партии 5 декабря и федерального политсовета движения «Солидарность».

### Муниципальный депутат
Депутат муниципального собрания района Зюзино города Москвы c 2012 года. Переизбирался в муниципальный парламент в 2017 году.

### Выборы в Мосгордуму (2014)
В 2014 году Янкаускас пытался избраться в Московскую городскую думу. Однако против него было заведено уголовное дело по статье 159 УК РФ (следствие обвиняло Янкаускаса в нарушениях при финансировании кампании Алексея Навального на выборах мэра Москвы в 2013 году), которое он сам назвал сфабрикованным. С 11 июня 2014 года Пресненский суд Москвы поместил политика под домашний арест до 17 июля 2014 года, что в итоге не позволило подать документы на регистрацию. В июне эти документы пыталась подать его жена по доверенности, но Мосгоризбирком требовал личного присутствия кандидата, что впоследствии было опровергнуто Конституционным судом.

### Выборы в Госдуму (2016)
В 2016 году баллотировался в Государственную Думу по 209 округу в московском районе Черёмушки при поддержке движения «Открытая Россия». По итогам выборов занял четвёртое место, набрав 8,22 % голосов.

### Выборы в Мосгордуму (2019)
Один из недопущенных независимых кандидатов на выборах в Московскую городскую думу в 2019 году. Во время кампании по выдвижению в квартирах родителей и бабушки политика прошли обыски. Сам был четырежды арестован в июле-августе 2019 года.

### Протесты в поддержку Навального (2020—2021)
Был задержан по так называемому «санитарному делу» — по обвинению в нарушении санитарно-эпидемиологических норм в ходе протестов в Москве 23 января 2021 года. По этому делу признан политзаключённым организацией «Мемориал».
В декабре 2020 года переболел COVID-19.

## Семья
Отец — Стасис Янкаускас (1942—2021), научный работник. В 1961 году приехал из Литвы в Москву и поступил в МВТУ имени Н. Э. Баумана. Был религиозным человеком, из-за чего его несколько раз увольняли с работы.
Жена — Ольга Горелик, журналист, окончила негосударственный Институт журналистики и литературного творчества.
Младший брат — Станисловас Янкаускас, родился в 1988 году. Кандидат биологических наук с 2014 года.